# Walter Craig
Walter L. Craig (1953 – 18 de janeiro de 2019) foi um matemático canadense, Canada Research Chair de Análise Matemática e Aplicações da Universidade McMaster.

Craig obteve um Ph.D. na Universidade de Nova Iorque em 1981, orientado por Louis Nirenberg, com a tese A Bifurcation Theory for Periodic Dissipative Wave Equations.
Em 2007 foi eleito fellow da Sociedade Real do Canadá. Em 2013 foi um dos inaugural fellows da American Mathematical Society. Foi diretor do Instituto Fields de 2013 a 2015.
Filho do lógico William Craig e marido da matemática Deirdre Haskell.